# Mimaletis landbecki
Mimaletis landbecki är en fjärilsart som beskrevs av Druce 1910. Mimaletis landbecki ingår i släktet Mimaletis och familjen mätare. Inga underarter finns listade i Catalogue of Life.